# Quicken the Heart
A Quicken the Heart a Maxïmo Park harmadik stúdióalbuma.

## Album információ
Az album megvásárolható CD-n, speciális CD-DVD csomagban és digitális letöltés formájában.
A speciális csomag  magát az albumot tartalmazza CD formában, és egy DVD-t Monument néven, amin a newcastle-i Metro Radio Arena-ban készült 65 perces koncertfilm kapott helyet, benne az élő előadásokkal és színpad mögötti felvételekkel. Az első 500 speciális kiadást vásárlók dedikálva kapták példányukat.
Az album producere Nick Launay volt, aki többek között producere volt már a Yeah Yeah Yeahs-nek, Nick Cave-nek és a Talking Heads-nek is.
Az első kislemez az albumról a "The Kids Are Sick Again" volt, amit 2009 május 4-én adtak ki. A második kislemez 2009 július 13-án jelent meg "Questing, Not Coasting" címmel.

## Az albumon szereplő számok listája
1. "Wraithlike" – 2:29
2. "The Penultimate Clinch" – 2:36
3. "The Kids Are Sick Again" – 3:04
4. "A Cloud of Mystery" – 3:01
5. "Calm" – 3:07
6. "In Another World (You Would’ve Found Yourself By Now)" – 2:59
7. "Let’s Get Clinical" – 3:53
8. "Roller Disco Dreams" – 3:25
9. "Tanned" – 3:35
10. "Questing, Not Coasting" – 3:41
11. "Overland, West of Suez" – 2:46
12. "I Haven’t Seen Her in Ages" – 3:00
13. "Lost Property" (UK, iTunes Bonus Track) – 3:11

## Ranglistás helyezések
| Ranglista                       | Elért helyezés |
| ------------------------------- | -------------- |
| Austrian Albums Chart           | 58             |
| Belgian Albums Chart (Flanders) | 86             |
| Dutch Albums Chart              | 95             |
| French Albums Chart             | 145            |
| Swiss Albums Chart              | 22             |
| British Albums Chart            | 6              |

## Külső hivatkozások
- Quicken the Heart Metacritic-en Archiválva 2009. július 19-i dátummal a Wayback Machine-ben
- Quicken the Heart az indie.gportal.hu-n